# Mesía (parroquia)
Mesía o San Cristóbal de Mesía (llamada oficialmente San Cristovo de Mesía) es una parroquia del municipio de Mesía, en la provincia de La Coruña, Galicia, España.

## Entidades de población
Entidades de población que forman parte de la parroquia:
- A Castiñeira
- A Escarabelleira (A Escaravelleira)
- Afonsín
- A Iglesia (A Igrexa)
- Alvite
- Amil
- Areosa
- Astrai
- A Torre
- Feás
- Feás de Riba (Feás de Arriba)
- Fondo da Aldea
- Gudín
- Leborís
- Nosiño
- O Campo
- O Cruceiro
- O Curro
- O Monte
- O Outeiro
- Recelle
- Sobrado
- Tiñoso
- Vilar

## Demografía
| Gráfica de evolución demográfica de Mesía entre 2000 y 2018 |
|                                                             |
| Población de derecho según el padrón municipal del INE      |